# Lycaon pictus lupinus
Il licaone dell'Africa orientale (Lycaon pictus lupinus) è una sottospecie di licaone indigeno dell'Africa orientale. Si distingue dal licaone del Capo dalle dimensioni inferiori e il mantello più scuro.
L'areale del licaone in Africa orientale è frammentorio, essendo stato sterminato in Uganda e gran parte del Kenya. Una piccola popolazione vive in un areale che ingloba il Sudan del Sud, il Kenya settentrionale, e probabilmente l'Uganda settentrionale. La specie è certamente estinta in Ruanda, e Burundi. Rimane piuttosto numeroso nella Tanzania meridionale, soprattutto nella riserva di caccia del Selous e il parco nazionale di Mikumi, entrambi di essi occupati dalla popolazione di licaoni più grandi d'Africa.
I licaoni sono figure comune sulle tavolette ed altri oggetti risalenti all'Egitto predinastico, probabilmente simboleggiando l'ordine contro il caos, insieme alla transizione tra il selvaggio (rappresentato dal lupo africano) e il domestico (rappresentato dal cane). I cacciatori predinastici potrebbero aversi identificati con i licaoni, siccome la tavoletta dei cacciatori dimostra una fila di guerrieri indossando le code di licaone sulle cinture. Nel periodo arcaico, rappresentazioni del licaone decrementarono a favore del lupo.